# Abierto de Australia 2016
El Abierto de Australia 2016 fue un torneo de tenis que se llevó a cabo sobre pistas de superficie dura del Melbourne Park situado en Melbourne, Australia, entre el 18 de enero y el 31 de enero de 2016. Fue la 104.ª edición del Abierto de Australia y el primer torneo de Grand Slam de 2016. Contó con   eventos individuales y por parejas masculinos y femeninos, además de dobles mixtos. También se celebraron categorías júnior y en silla de ruedas.

## Torneo

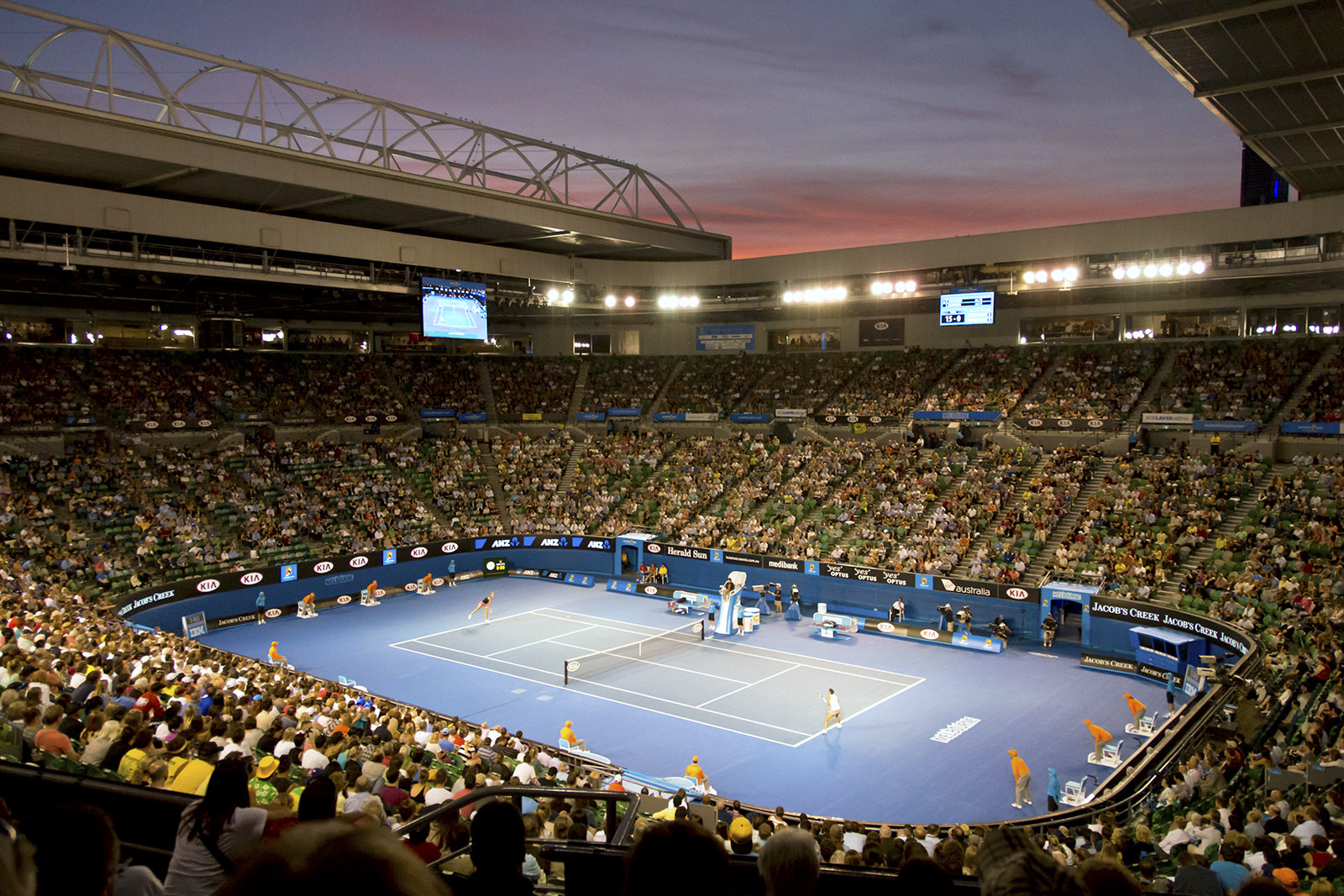
En la Rod Laver Arena se llevarán a cabo las finales del Abierto de Australia.

El Abierto de Australia 2016 fue la edición número 104 del torneo, celebrada en Melbourne Park, Melbourne, Australia.
Fue dirigida por la Federación Internacional de Tenis (ITF) y formó parte de los calendarios del ATP World Tour 2016 y del WTA Tour 2016, bajo la categoría de Grand Slam. Estuvo compuesto de cuadros masculinos y femeninos en las modalidades de individual y dobles para cada uno, así como un cuadro de dobles mixtos. Además hubo eventos para jugadores júnior en modalidad individual y dobles. También se incluyeron categorías individual y dobles en ramas masculinas y femeninas de tenis en silla de ruedas.
El torneo se jugó en un total de 16 pistas de superficie dura de plexicushion, incluidas las tres canchas principales (Rod Laver Arena, Hisense Arena y Margaret Court Arena). Estas tres canchas principales cuentan con techo retráctil empleado en casos de lluvia o calor extremo. Lo anterior convierte al Abierto de Australia en el primer Grand Slam con tres estadio techados. En la rama masculina se consagró Novak Djokovic de Serbia, superando a Andy Murray del Reino Unido en la final, y en la rama femenina se consagró Angelique Kerber de Alemania, superando a Serena Williams de los Estados Unidos.

## Puntos y premios

### Distribución de puntos

#### Sénior
| Evento               | G    | F    | SF  | CF  | Ronda de 16 | Ronda de 32 | Ronda de 64 | Ronda de 128 | Q  | Q3 | Q2 | Q1 |
| Individual masculino | 2000 | 1200 | 720 | 360 | 180         | 90          | 45          | 10           | 25 | 16 | 8  | 0  |
| Dobles masculino     | 2000 | 1200 | 720 | 360 | 180         | 90          | 0           | —            | —  | —  | —  | —  |
| Individual femenino  | 2000 | 1300 | 780 | 430 | 240         | 130         | 70          | 10           | 40 | 30 | 20 | 2  |
| Dobles femenino      | 2000 | 1300 | 780 | 430 | 240         | 130         | 10          | —            | —  | —  | —  | —  |

| Evento                   | G   | F   | SF/3rd | CF/4th |
| Individual               | 800 | 500 | 375    | 100    |
| Dobles                   | 800 | 500 | 100    | —      |
| Clasificación individual | 800 | 500 | 100    | —      |
| Clasificación dobles     | 800 | 100 | —      | —      |

| Evento               | G   | F   | SF  | CF  | Ronda de 16 | Ronda de 32 | Q  | Q3 |
| Individual masculino | 375 | 270 | 180 | 120 | 75          | 30          | 25 | 20 |
| Individual femenino  | 375 | 270 | 180 | 120 | 75          | 30          | 25 | 20 |
| Dobles masculino     | 270 | 180 | 120 | 75  | 45          | —           | —  | —  |
| Dobles femenino      | 270 | 180 | 120 | 75  | 45          | —           | —  | —  |

### Premio monetario
El premio monetario para el Abierto de Australia 2015 fue incrementado a 40 millones de dólares australianos. Los ganadores recibirán un premio récord del torneo de 3,1 millones de dólares. Un total de 28 796 000 dólares serán pagados a los jugadores por participar en el cuadro principal individual, 1 344 000 para los jugadores que pierdan en la clasificación, 5 165 200 para jugadores de dobles, 480 000 para jugadores de dobles mixtos y 605 330 para jugadores de otras modalidades. Mientras que 3 609 470 serán utilizados para cubrir otras necesidades, como los viáticos de los jugadores y los trofeos.
| Evento         | G           | F           | SF        | CF        | Ronda de 16 | Ronda de 32 | Ronda de 64 | Ronda de 1281 | Q3       | Q2     | Q1     |
| Individual     | A$3 100 000 | A$1 550 000 | A$650 000 | A$340 000 | A$175 000   | A$97 500    | A$60 000    | A$34 500      | A$16 000 | A$8000 | A$4000 |
| Dobles*        | A$575 000   | A$285 000   | A$142 500 | A$71 000  | A$39 000    | A$23 000    | A$14 800    | —             | —        | —      | —      |
| Dobles mixtos* | A$142 500   | A$71 500    | A$35 600  | A$16 300  | A$8200      | A$4000      | —           | —             | —        | —      | —      |

1El premio monetario para los clasificados es también el premio para la ronda de 128.

*por equipo

## Actuación de los jugadores en el torneo

### Individual masculino
| Campeón                            | Campeón                | Finalista                 | Finalista               |
| ---------------------------------- | ---------------------- | ------------------------- | ----------------------- |
| Novak Djokovic [1]                 | Novak Djokovic [1]     | Andy Murray [2]           | Andy Murray [2]         |
| Semifinalistas                     |                        |                           |                         |
| Roger Federer [3]                  | Roger Federer [3]      | Milos Raonic [13]         | Milos Raonic [13]       |
| Eliminados en los cuartos de final |                        |                           |                         |
| Kei Nishikori [7]                  | Tomáš Berdych [6]      | Gaël Monfils [23]         | David Ferrer [8]        |
| Eliminados en la cuarta ronda      |                        |                           |                         |
| Gilles Simon [14]                  | Jo-Wilfried Tsonga [9] | David Goffin [15]         | Roberto Bautista [24]   |
| Andréi Kuznetsov                   | Stanislas Wawrinka [4] | John Isner [10]           | Bernard Tomic [16]      |
| Eliminados en la tercera ronda     |                        |                           |                         |
| Andreas Seppi [28]                 | Federico Delbonis      | Pierre-Hugues Herbert [Q] | Guillermo García-López  |
| Grigor Dimitrov [27]               | Dominic Thiem [19]     | Marin Čilić [9]           | Nick Kyrgios [29]       |
| Dudi Sela                          | Stéphane Robert [Q]    | Viktor Troicki [21]       | Lukáš Rosol             |
| Steve Johnson [31]                 | Feliciano López [18]   | John Millman              | João Sousa [32]         |
| Eliminados en la segunda ronda     |                        |                           |                         |
| Quentin Halys [WC]                 | Denis Kudla            | Renzo Olivo [Q]           | Yevgueni Donskói        |
| Omar Jasika [WC]                   | Noah Rubin [WC]        | Daniel Brands [Q]         | Austin Krajicek         |
| Aleksandr Dolgopólov               | Marco Trungelliti [Q]  | Nicolás Almagro           | Damir Džumhur           |
| Albert Ramos                       | Dušan Lajović          | Pablo Cuevas              | Mirza Bašić [Q]         |
| Fernando Verdasco                  | Jérémy Chardy [30]     | Nicolas Mahut             | Rajeev Ram              |
| Tommy Robredo                      | Tim Smyczek [Q]        | Jack Sock [25]            | Radek Štěpánek [Q]      |
| Lleyton Hewitt [WC]                | Thomaz Bellucci        | Guido Pella               | Marcel Granollers       |
| Simone Bolelli                     | Gilles Müller          | Santiago Giraldo          | Sam Groth               |
| Eliminados en la primera ronda     |                        |                           |                         |
| Hyeon Chung                        | Ivan Dodig             | Filip Krajinović          | Teimuraz Gabashvili     |
| Ivo Karlović [22]                  | Jiří Veselý            | Íñigo Cervantes           | Vasek Pospisil          |
| Marcos Baghdatis                   | Iliá Marchenko         | Pablo Andújar             | Benoît Paire [17]       |
| Paul-Henri Mathieu                 | Víctor Estrella        | Wu Di [Q]                 | Philipp Kohlschreiber   |
| Nikoloz Basilashvili               | Ričardas Berankis      | Jozef Kovalík [Q]         | Paolo Lorenzi           |
| Leonardo Mayer                     | Julien Benneteau [PR]  | Kyle Edmund               | Sergiy Stajovski        |
| Thiemo de Bakker                   | Borna Ćorić            | Dušan Lajović             | Martin Kližan           |
| Pablo Carreño Busta                | Yoshihito Nishioka     | Robin Haase               | Yuki Bhambri            |
| Rafael Nadal [5]                   | Benjamin Becker        | Ryan Harrison [Q]         | Ernests Gulbis          |
| Yūichi Sugita [Q]                  | Marco Cecchinato       | Bjorn Fratangelo [LL]     | Kevin Anderson [11]     |
| Lucas Pouille                      | Malek Jaziri           | Daniel Gimeno-Traver      | Daniel Muñoz de la Nava |
| Taylor Fritz [Q]                   | Taro Daniel            | Tatsuma Ito [Q]           | Dmitri Tursúnov [PR]    |
| Peter Gojowczyk [Q]                | James Duckworth [WC]   | Jordan Thompson [WC]      | Aljaž Bedene            |
| Daniel Evans [Q]                   | Steve Darcis           | Matthew Ebden [WC]        | Jerzy Janowicz          |
| Denis Istomin                      | Brian Baker [PR]       | Diego Schwartzman         | Fabio Fognini [20]      |
| Mijaíl Kukushkin                   | Donald Young           | Adrian Mannarino          | Alexander Zverev        |

### Individual femenino
| Campeona                           | Campeona                  | Finalista                | Finalista                |
| ---------------------------------- | ------------------------- | ------------------------ | ------------------------ |
| Angelique Kerber [7]               | Angelique Kerber [7]      | Serena Williams [1]      | Serena Williams [1]      |
| Semifinalistas                     |                           |                          |                          |
| Agnieszka Radwańska [4]            | Agnieszka Radwańska [4]   | Johanna Konta            | Johanna Konta            |
| Eliminadas en los cuartos de final |                           |                          |                          |
| María Sharápova [5]                | Carla Suárez Navarro [10] | Victoria Azarenka [14]   | Shuai Zhang [Q]          |
| Eliminadas en la cuarta ronda      |                           |                          |                          |
| Margarita Gasparián                | Belinda Bencic [12]       | Anna-Lena Friedsam       | Daria Gavrílova          |
| Annika Beck                        | Barbora Strýcová          | Yekaterina Makárova [21] | Madison Keys [15]        |
| Eliminadas en la tercera ronda     |                           |                          |                          |
| Daria Kasátkina                    | Yulia Putintseva          | Kateryna Bondarenko      | Lauren Davis             |
| Mónica Puig                        | Roberta Vinci [13]        | Yelizaveta Kulichkova    | Kristina Mladenovic [28] |
| Madison Brengle                    | Laura Siegemund           | Naomi Osaka [Q]          | Garbiñe Muguruza [3]     |
| Denisa Allertová                   | Karolína Plíšková [9]     | Ana Ivanović [20]        | Varvara Lepchenko        |
| Eliminadas en la segunda ronda     |                           |                          |                          |
| Hsieh Su-wei                       | Ana Konjuh                | Kurumi Nara              | Han Xinyun [WC]          |
| Tímea Babos                        | Svetlana Kuznetsova [23]  | Magdaléna Rybáriková     | Aliaksandra Sasnovich    |
| Eugenie Bouchard                   | Kristýna Plíšková [Q]     | Wang Qiang [Q]           | Irina Falconi            |
| Maria Sakkari [Q]                  | Monica Niculescu          | Nicole Gibbs [Q]         | Petra Kvitová [6]        |
| Alexandra Dulgheru                 | Johanna Larsson           | Jelena Janković [19]     | Timea Bacsinszky [11]    |
| Danka Kovinić                      | Elina Svitolina [18]      | Vania King [PR]          | Kirsten Flipkens         |
| Zheng Saisai                       | Sabine Lisicki [30]       | Tatjana Maria            | Julia Görges             |
| Yaroslava Shvedova                 | Anastasija Sevastova [Q]  | Lara Arruabarrena        | Alizé Cornet             |
| Eliminadas en la primera ronda     |                           |                          |                          |
| Camila Giorgi                      | Jeļena Ostapenko          | Urszula Radwańska        | Anna Schmiedlová [27]    |
| Sara Errani [17]                   | Océane Dodin [WC]         | Mariana Duque Mariño     | Caroline Wozniacki [16]  |
| Alison Riske                       | Heather Watson            | Ajla Tomljanović         | Daniela Hantuchová       |
| Lauren Davis                       | Yanina Wickmayer          | Yevguenia Ródina         | Nao Hibino               |
| Christina McHale                   | Aleksandra Krunić         | Magda Linette            | Samantha Stosur [25]     |
| Sloane Stephens [24]               | Lourdes Domínguez Lino    | Anna Tatishvili          | Tamira Paszek [Q]        |
| Viktorija Golubic [Q]              | Yafan Wang [Q]            | Teliana Pereira          | Andrea Petković [22]     |
| Dominika Cibulková                 | Klára Koukalová           | Lucie Hradecká           | Luksika Kumkhum [Q]      |
| Misaki Doi                         | Storm Sanders [WC]        | Coco Vandeweghe          | Irina-Camelia Begu [29]  |
| Polona Hercog                      | Kiki Bertens              | Priscilla Hon [WC]       | Kateřina Siniaková       |
| Alison Van Uytvanck                | Samantha Crawford [WC]    | Donna Vekić              | Victoria Duval [PR]      |
| Caroline Garcia [32]               | Mona Barthel              | Mirjana Lučić-Baroni     | Anett Kontaveit          |
| Venus Williams [8]                 | Carina Witthöft           | Bethanie Mattek-Sands    | Petra Cetkovská [PR]     |
| Maddison Inglis [WC]               | Olga Govortsova           | Andreea Mitu             | Kimberly Birrell [WC]    |
| Zarina Diyas                       | Tsvetana Pironkova        | Jarmila Wolfe            | Tammi Patterson [WC]     |
| Lesia Tsurenko [31]                | Maryna Zanevska [Q]       | Bojana Jovanovski        | Simona Halep [2]         |

## Sumario

### Día 1 (18 de enero)
- Cabezas de serie eliminados:
  - Individual masculino:  Benoît Paire [17],  Ivo Karlović [22]
  - Individual femenino:  Caroline Wozniacki [16],  Sara Errani [17],  Andrea Petkovic [22],  Sloane Stephens [24],  Samantha Stosur [25],  Anastasiya Pavliuchenkova [26],  Anna Schmiedlová [27]
- Orden de juego

| Partidos en canchas principales                                                                       | Partidos en canchas principales | Partidos en canchas principales | Partidos en canchas principales |
| Partidos en la Rod Laver Arena                                                                        | Partidos en la Rod Laver Arena  | Partidos en la Rod Laver Arena  | Partidos en la Rod Laver Arena  |
| Evento                                                                                                | Ganador                         | Perdedor                        | Marcador                        |
| --- | ------------------------------- | ------------------------------- | ------------------------------- |
| Individual femenino - Primera ronda                                                                   | Petra Kvitová [6]               | Luksika Kumkhum [Q]             | 6-3,6-1                         |
| Individual femenino - Primera ronda                                                                   | Serena Williams [1]             | Camila Giorgi                   | 6-4,7-5                         |
| Individual masculino - Primera ronda                                                                  | Novak Djokovic [1]              | Chung Hyeon                     | 6-3,6-2,6-4                     |
| Individual masculino - Primera ronda                                                                  | Roger Federer [3]               | Nikoloz Basilashvili            | 6-2, 6-1, 6-2                   |
| Individual femenino - Primera ronda                                                                   | Kristýna Plíšková [Q]           | Samantha Stosur [25]            | 6-4, 7-6(8-6)                   |
| Partidos en la Margaret Court Arena                                                                   |                                 |                                 |                                 |
| Evento                                                                                                | Ganador                         | Perdedor                        | Marcador                        |
| Individual femenino - Primera ronda                                                                   | Daria Gavrilova                 | Lucie Hradecká                  | 7-6(7-3), 6-4                   |
| Individual masculino - Primera ronda                                                                  | Tomáš Berdych [6]               | Yuki Bhambri                    | 7-5,6-1,6-2                     |
| Individual femenino - Primera ronda                                                                   | Agnieszka Radwańska [4]         | Christina McHale                | 6-2, 6-3                        |
| Individual femenino - Primera ronda                                                                   | María Sharápova [5]             | Nao Hibino                      | 6-1, 6-3                        |
| Individual masculino - Primera ronda                                                                  | Jo-Wilfried Tsonga [9]          | Marcos Baghdatis                | 6-4, 4-6, 6-2, 6-2              |
| Partidos en la Hisense Arena                                                                          |                                 |                                 |                                 |
| Evento                                                                                                | Ganador                         | Perdedor                        | Resultado                       |
| Individual masculino - Primera ronda                                                                  | Kei Nishikori [7]               | Philipp Kohlschreiber           | 6-4, 6-3, 6-3                   |
| Individual femenino - Primera ronda                                                                   | Qiang Wang                      | Sloane Stephens [24]            | 6-3, 6-3                        |
| Individual femenino - Primera ronda                                                                   | Yulia Putintseva                | Caroline Wozniacki [16]         | 1-6, 7-6(7-3), 6-4              |
| Individual masculino - Primera ronda                                                                  | Nick Kyrgios [29]               | Pablo Carreño Busta             | 6-2, 7-5, 6-2                   |
| En azul se indican los partidos nocturnos                                                             |                                 |                                 |                                 |
| Los partidos comienzan a las 11:00 a. m.. Los partidos nocturnos comienzan después de las 7:00 p. m.. |                                 |                                 |                                 |

### Día 2 (19 de enero)
- Cabezas de serie eliminados:
  - Individual masculino:  Rafael Nadal [5]
  - Individual femenino:  Venus Williams [8]
- Orden de juego

| Partidos en canchas principales                                                                       | Partidos en canchas principales | Partidos en canchas principales | Partidos en canchas principales |
| Partidos en la Rod Laver Arena                                                                        | Partidos en la Rod Laver Arena  | Partidos en la Rod Laver Arena  | Partidos en la Rod Laver Arena  |
| Evento                                                                                                | Ganador                         | Perdedor                        | Marcador                        |
| --- | ------------------------------- | ------------------------------- | ------------------------------- |
| Individual femenino - Primera ronda                                                                   | Garbiñe Muguruza [3]            | Anett Kontaveit                 | 6-0, 6-4                        |
| Individual femenino - Primera ronda                                                                   | Johanna Konta                   | Venus Williams [8]              | 6-4, 6-2                        |
| Individual masculino - Primera ronda                                                                  | Fernando Verdasco               | Rafael Nadal [5]                | 7-6(6), 4-6, 3-6, 7-6(4), 6-2   |
| Individual masculino - Primera ronda                                                                  | Lleyton Hewitt [WC]             | James Duckworth [WC]            | 7-6(5), 6-2, 6-4                |
| Individual femenino - Primera ronda                                                                   | Victoria Azarenka [14]          | Alison Van Uytvanck             | 6-0, 6-0                        |
| Partidos en la Margaret Court Arena                                                                   |                                 |                                 |                                 |
| Evento                                                                                                | Ganador                         | Perdedor                        | Marcador                        |
| Individual femenino - Primera ronda                                                                   | Madison Keys [15]               | Zarina Diyas                    | 7-6<(5), 6-1                    |
| Individual masculino - Primera ronda                                                                  | Andy Murray [2]                 | Alexander Zverev                | 6-1, 6-2, 6-3                   |
| Individual femenino - Primera ronda                                                                   | Anastasija Sevastova [Q]        | Jarmila Wolfe                   | 6-0, 4-2, ret.                  |
| Individual femenino - Primera ronda                                                                   | Shuai Zhang [Q]                 | Simona Halep [2]                | 6-4, 6-3                        |
| Individual masculino - Primera ronda                                                                  | Stan Wawrinka [4]               | Dmitri Tursúnov [PR]            | 7-6(2), 6-3, ret.               |
| Partidos en la Hisense Arena                                                                          |                                 |                                 |                                 |
| Evento                                                                                                | Ganador                         | Perdedor                        | Resultado                       |
| Individual masculino - Primera ronda                                                                  | Samuel Groth                    | Adrian Mannarino                | 7-6(6), 6-4, 3-6, 6-3           |
| Individual femenino - Primera ronda                                                                   | Karolína Plíšková [9]           | Kimberly Birrell [WC]           | 6-4, 6-4                        |
| Individual femenino - Primera ronda                                                                   | Ana Ivanovic [20]               | Tammi Patterson [WC]            | 6-2, 6-3                        |
| Individual masculino - Primera ronda                                                                  | Bernard Tomic [16]              | Denis Istomin                   | 6-7(4), 6-4, 6-4, 6-4           |
| En azul se indican los partidos nocturnos                                                             |                                 |                                 |                                 |
| Los partidos comienzan a las 11:00 a. m.. Los partidos nocturnos comienzan después de las 7:00 p. m.. |                                 |                                 |                                 |

### Día 3 (20 de enero)
- Cabezas de serie eliminados:
  - Individual masculino:
  - Individual femenino:  Petra Kvitová [6],  Svetlana Kuznetsova [23]
  - Dobles masculino:
  - Dobles femenino:  Gabriela Dabrowski /  Alicja Rosolska [16]
- Orden de juego

| Partidos en canchas principales                                                                       | Partidos en canchas principales | Partidos en canchas principales | Partidos en canchas principales |
| Partidos en la Rod Laver Arena                                                                        | Partidos en la Rod Laver Arena  | Partidos en la Rod Laver Arena  | Partidos en la Rod Laver Arena  |
| Evento                                                                                                | Ganador                         | Perdedor                        | Marcador                        |
| --- | ------------------------------- | ------------------------------- | ------------------------------- |
| Individual femenino - Segunda ronda                                                                   | María Sharápova [5]             | Aliaksandra Sasnovich           | 6–2, 6–1                        |
| Individual femenino - Segunda ronda                                                                   | Serena Williams [1]             | Su-Wei Hsieh                    | 6–1, 6–2                        |
| Individual masculino - Segunda ronda                                                                  | Roger Federer [3]               | Aleksandr Dolgopólov            | 6-3,7-5,6-1                     |
| Individual femenino - Segunda ronda                                                                   | Agnieszka Radwańska [4]         | Eugénie Bouchard                | 6–4, 6–2                        |
| Individual masculino - Segunda ronda                                                                  | Novak Djokovic [1]              | Quentin Halys [WC]              | 6–1, 6–2, 7–6(7–3)              |
| Partidos en la Margaret Court Arena                                                                   |                                 |                                 |                                 |
| Evento                                                                                                | Ganador                         | Perdedor                        | Marcador                        |
| Individual masculino - Segunda ronda                                                                  | Kei Nishikori [7]               | Austin Krajicek                 | 6–3, 7–6(7–5), 6–3              |
| Individual femenino - Segunda ronda                                                                   | Belinda Bencic [12]             | Tímea Babos                     | 6–3, 6–3                        |
| Individual femenino - Segunda ronda                                                                   | Carla Suárez Navarro [10]       | Maria Sakkari [Q]               | 6–7(5–7), 6–2, 6–2              |
| Individual masculino - Segunda ronda                                                                  | Jo-Wilfried Tsonga [9]          | Omar Jasika [WC]                | 7–5, 6–1, 6–4                   |
| Individual femenino - Segunda ronda                                                                   | Daria Gavrilova                 | Petra Kvitová [6]               | 6–4, 6–4                        |
| Partidos en la Hisense Arena                                                                          |                                 |                                 |                                 |
| Evento                                                                                                | Ganador                         | Perdedor                        | Resultado                       |
| Individual femenino - Segunda ronda                                                                   | Kateryna Bondarenko             | Svetlana Kuznetsova [23]        | 6–1, 7–5                        |
| Individual femenino - Segunda ronda                                                                   | Roberta Vinci [13]              | Irina Falconi                   | 6–2, 6–3                        |
| Individual masculino - Segunda ronda                                                                  | Tomáš Berdych [6]               | Mirza Bašić [Q]                 | 6-4, 6-0, 6-3                   |
| Individual masculino - Segunda ronda                                                                  | Nick Kyrgios [29]               | Pablo Cuevas                    | 6–4, 7–5, 7–6(7–2)              |
| En azul se indican los partidos nocturnos                                                             |                                 |                                 |                                 |
| Los partidos comienzan a las 11:00 a. m.. Los partidos nocturnos comienzan después de las 7:00 p. m.. |                                 |                                 |                                 |

### Día 4 (21 de enero)
- Cabezas de serie eliminados:
  - Individual masculino:  Jack Sock [25],  Jérémy Chardy [30]
  - Individual femenino:  Timea Bacsinszky [11],  Elina Svitolina [18],  Jelena Janković [19],  Sabine Lisicki [30]
  - Dobles masculino:
  - Dobles femenino:  Lara Arruabarrena /  Andreja Klepač [8],  Irina-Camelia Begu /  Monica Niculescu [9],  Kiki Bertens /  Johanna Larsson [14]
- Orden de juego

| Partidos en canchas principales                                                                       | Partidos en canchas principales     | Partidos en canchas principales | Partidos en canchas principales |
| Partidos en la Rod Laver Arena                                                                        | Partidos en la Rod Laver Arena      | Partidos en la Rod Laver Arena  | Partidos en la Rod Laver Arena  |
| Evento                                                                                                | Ganador                             | Perdedor                        | Marcador                        |
| --- | ----------------------------------- | ------------------------------- | ------------------------------- |
| Individual femenino - Segunda ronda                                                                   | Ana Ivanovic [20]                   | Anastasija Sevastova [Q]        | 6–3, 6–3                        |
| Individual femenino - Segunda ronda                                                                   | Garbiñe Muguruza [3]                | Kirsten Flipkens                | 6-4, 6-2                        |
| Individual masculino - Segunda ronda                                                                  | Andy Murray [2]                     | Sam Groth                       | 6–0, 6–4, 6–1                   |
| Individual masculino - Segunda ronda                                                                  | David Ferrer [8]                    | Lleyton Hewitt [WC]             | 6–2, 6–4, 6–4                   |
| Individual femenino - Segunda ronda                                                                   | Karolína Plíšková [9]               | Julia Georges                   | 7–6(7–5), 6–1                   |
| Partidos en la Margaret Court Arena                                                                   |                                     |                                 |                                 |
| Evento                                                                                                | Ganador                             | Perdedor                        | Marcador                        |
| Individual masculino - Segunda ronda                                                                  | Gaël Monfils [23]                   | Nicolas Mahut                   | 7–5, 6–4, 6–1                   |
| Individual femenino - Segunda ronda                                                                   | Victoria Azarenka [14]              | Danka Kovinić                   | 6-1, 6-2                        |
| Individual femenino - Segunda ronda                                                                   | Madison Keys [15]                   | Yaroslava Shvedova              | 6–7(4–7), 6–3, 6–3              |
| Individual femenino - Segunda ronda                                                                   | Angelique Kerber [7]                | Alexandra Dulgheru              | 6–2, 6–4                        |
| Individual masculino - Segunda ronda                                                                  | Bernard Tomic [16]                  | Simone Bolelli                  | 6–4, 6–2, 6–7(5–7), 7–5         |
| Partidos en la Hisense Arena                                                                          |                                     |                                 |                                 |
| Evento                                                                                                | Ganador                             | Perdedor                        | Resultado                       |
| Individual masculino - Segunda ronda                                                                  | John Isner [10]                     | Marcel Granollers               | 6–3, 7–6(8–6), 7–6(7–2)         |
| Individual femenino - Segunda ronda                                                                   | Laura Siegemund                     | Jelena Janković [19]            | 3–6, 7–6(7–5), 6–4              |
| Dobles masculino - Primera ronda                                                                      | Rohan Bopanna [4] Florin Mergea [4] | Omar Jasika Nick Kyrgios        | 7–5, 6–3                        |
| Individual masculino - Segunda ronda                                                                  | Stan Wawrinka [4]                   | Radek Štěpánek [Q]              | 6–2, 6–3, 6–4                   |
| En azul se indican los partidos nocturnos                                                             |                                     |                                 |                                 |
| Los partidos comienzan a las 11:00 a. m.. Los partidos nocturnos comienzan después de las 7:00 p. m.. |                                     |                                 |                                 |

### Día 5 (22 de enero)
- Cabezas de serie eliminados:
  - Individual masculino:  Marin Čilić [12],  Dominic Thiem [19],  Guillermo García-López [26],  Grigor Dimitrov [27],  Andreas Seppi [28],  Nick Kyrgios [29]
  - Individual femenino:  Roberta Vinci [13],  Kristina Mladenovic [28]
  - Dobles masculino:
  - Dobles femenino:  Tímea Babos /  Katarina Srebotnik [4]
- Orden de juego

| Partidos en canchas principales                                                                       | Partidos en canchas principales | Partidos en canchas principales | Partidos en canchas principales |
| Partidos en la Rod Laver Arena                                                                        | Partidos en la Rod Laver Arena  | Partidos en la Rod Laver Arena  | Partidos en la Rod Laver Arena  |
| Evento                                                                                                | Ganador                         | Perdedor                        | Marcador                        |
| --- | ------------------------------- | ------------------------------- | ------------------------------- |
| Individual femenino - Tercera ronda                                                                   | Belinda Bencic [12]             | Kateryna Bondarenko             | 4–6, 6–2, 6–4                   |
| Individual femenino - Tercera ronda                                                                   | María Sharápova [5]             | Lauren Davis                    | 6–1, 6–7(5–7), 6–0              |
| Individual masculino - Tercera ronda                                                                  | Roger Federer [3]               | Grigor Dimitrov [27]            | 6–4, 3–6, 6–1, 6–4              |
| Individual femenino - Tercera ronda                                                                   | Serena Williams [1]             | Daria Kasatkina                 | 6–1, 6–1                        |
| Individual masculino - Tercera ronda                                                                  | Tomáš Berdych [6]               | Nick Kyrgios [29]               | 6–3, 6–4, 1–6, 6–4              |
| Partidos en la Margaret Court Arena                                                                   |                                 |                                 |                                 |
| Evento                                                                                                | Ganador                         | Perdedor                        | Marcador                        |
| Individual masculino - Tercera ronda                                                                  | Kei Nishikori [7]               | Guillermo García-López [26]     | 7–5, 2–6, 6–3, 6–4              |
| Individual masculino - Tercera ronda                                                                  | Jo-Wilfried Tsonga [9]          | Pierre-Hugues Herbert [Q]       | 6–4, 7–6(9–7), 7–6(7–4)         |
| Individual femenino - Tercera ronda                                                                   | Agnieszka Radwańska [4]         | Mónica Puig                     | 6–4, 6–0                        |
| Individual masculino - Tercera ronda                                                                  | Novak Djokovic [1]              | Andreas Seppi [28]              | 6–1, 7–5, 7–6(8–6)              |
| Individual femenino - Tercera ronda                                                                   | Carla Suárez Navarro [10]       | Yelizaveta Kulichkova           | 6–4, 2–0 Retired                |
| Partidos en la Hisense Arena                                                                          |                                 |                                 |                                 |
| Evento                                                                                                | Ganador                         | Perdedor                        | Resultado                       |
| Individual masculino - Tercera ronda                                                                  | David Goffin [15]               | Dominic Thiem [19]              | 6–1, 3–6, 7–6(7–2), 7–5         |
| Individual femenino - Tercera ronda                                                                   | Anna-Lena Friedsam              | Roberta Vinci [13]              | 0–6, 6–4, 6–4                   |
| Individual masculino - Tercera ronda                                                                  | Gilles Simon [14]               | Federico Delbonis               | 6–3, 6–2, 6–1                   |
| Individual femenino - Tercera ronda                                                                   | Daria Gavrilova                 | Kristina Mladenovic [28]        | 6–4, 4–6, 11–9                  |
| En azul se indican los partidos nocturnos                                                             |                                 |                                 |                                 |
| Los partidos comienzan a las 11:00 a. m.. Los partidos nocturnos comienzan después de las 7:00 p. m.. |                                 |                                 |                                 |

### Día 6 (23 de enero)
- Cabezas de serie eliminados:
  - Individual masculino:  Feliciano López [18],  Viktor Troicki [21],  Steve Johnson [31],  João Sousa [32]
  - Individual femenino:  Garbiñe Muguruza [3],  Karolína Plíšková [9],  Ana Ivanovic [20]
  - Dobles masculino:  Simone Bolelli /  Fabio Fognini [5],  Pierre-Hugues Herbert /  Nicolas Mahut [6],  Henri Kontinen /  John Peers [8],  Łukasz Kubot /  Marcin Matkowski [10]
  - Dobles femenino:  Yaroslava Shvedova /  Samantha Stosur [11]
  - Dobles mixto:  Chan Hao-ching /  Max Mirnyi [8]
- Orden de juego

| Partidos en canchas principales                                                                       | Partidos en canchas principales | Partidos en canchas principales | Partidos en canchas principales |
| Partidos en la Rod Laver Arena                                                                        | Partidos en la Rod Laver Arena  | Partidos en la Rod Laver Arena  | Partidos en la Rod Laver Arena  |
| Evento                                                                                                | Ganador                         | Perdedor                        | Marcador                        |
| --- | ------------------------------- | ------------------------------- | ------------------------------- |
| Individual femenino - Tercera ronda                                                                   | Barbora Strýcová                | Garbiñe Muguruza [3]            | 6–3, 6–2                        |
| Individual femenino - Tercera ronda                                                                   | Victoria Azarenka [14]          | Naomi Osaka [Q]                 | 6–1, 6–1                        |
| Individual masculino - Tercera ronda                                                                  | Stan Wawrinka [4]               | Lukáš Rosol                     | 6–2, 6–3, 7–6(7–3)              |
| Individual femenino - Tercera ronda                                                                   | Madison Keys [15]               | Ana Ivanovic [20]               | 4–6, 6–4, 6–4                   |
| Individual masculino - Tercera ronda                                                                  | Bernard Tomic [16]              | John Millman                    | 6–4, 7–6(7–4), 6–2              |
| Partidos en la Margaret Court Arena                                                                   |                                 |                                 |                                 |
| Evento                                                                                                | Ganador                         | Perdedor                        | Marcador                        |
| Individual femenino - Tercera ronda                                                                   | Yekaterina Makárova [21]        | Karolína Plíšková [9]           | 6–3, 6–2                        |
| Individual masculino - Tercera ronda                                                                  | Milos Raonic [13]               | Viktor Troicki [21]             | 6–2, 6–3, 6–4                   |
| Individual femenino - Tercera ronda                                                                   | Angelique Kerber [7]            | Madison Brengle                 | 6–1, 6–3                        |
| Individual masculino - Tercera ronda                                                                  | Andy Murray [2]                 | João Sousa [32]                 | 6–2, 3–6, 6–2, 6–2              |
| Individual femenino - Tercera ronda                                                                   | Shuai Zhang                     | Varvara Lepchenko               | 6–1, 6–3                        |
| Partidos en la Hisense Arena                                                                          |                                 |                                 |                                 |
| Evento                                                                                                | Ganador                         | Perdedor                        | Resultado                       |
| Individual femenino - Tercera ronda                                                                   | Johanna Konta                   | Denisa Allertová                | 6–2, 6–2                        |
| Individual masculino - Tercera ronda                                                                  | John Isner [10]                 | Feliciano López [18]            | 6–7(8–10), 7–6(7–5), 6–2, 6–4   |
| Individual masculino - Tercera ronda                                                                  | Gaël Monfils [23]               | Stéphane Robert [Q]             | 7–5, 6–3, 6–2                   |
| Dobles masculino - Segunda ronda                                                                      | Sam Groth Lleyton Hewitt [WC]   | Henri Kontinen John Peers [8]   | 2–6, 6–4, 6–4                   |
| En azul se indican los partidos nocturnos                                                             |                                 |                                 |                                 |
| Los partidos comienzan a las 11:00 a. m.. Los partidos nocturnos comienzan después de las 7:00 p. m.. |                                 |                                 |                                 |

### Día 7 (24 de enero)
- Cabezas de serie eliminados:
  - Individual masculino:  Feliciano López [18],  Viktor Troicki [21],  Steve Johnson [31],  João Sousa [32]
  - Individual femenino:  Garbiñe Muguruza [3],  Karolína Plíšková [9],  Ana Ivanovic [20]
  - Dobles masculino:  Simone Bolelli /  Fabio Fognini [5],  Pierre-Hugues Herbert /  Nicolas Mahut [6],  Henri Kontinen /  John Peers [8],  Łukasz Kubot /  Marcin Matkowski [10]
  - Dobles femenino:  Raquel Atawo /  Abigail Spears [6],  Yaroslava Shvedova /  Samantha Stosur [11]
  - Dobles mixto:  Chan Hao-ching /  Max Mirnyi [8]
- Orden de juego

| Partidos en canchas principales                                                                       | Partidos en canchas principales     | Partidos en canchas principales          | Partidos en canchas principales |
| Partidos en la Rod Laver Arena                                                                        | Partidos en la Rod Laver Arena      | Partidos en la Rod Laver Arena           | Partidos en la Rod Laver Arena  |
| Evento                                                                                                | Ganador                             | Perdedor                                 | Marcador                        |
| --- | ----------------------------------- | ---------------------------------------- | ------------------------------- |
| Individual femenino - Cuarta ronda                                                                    | María Sharápova [5]                 | Belinda Bencic [12]                      | 7-5, 7-5                        |
| Individual femenino - Cuarta ronda                                                                    | Serena Williams [1]                 | Margarita Gasparián                      | 6-2, 6-1                        |
| Individual masculino - Cuarta ronda                                                                   | Novak Djokovic [1]                  | Gilles Simon [14]                        | 6-3, 6-7(1-7), 6-4, 4-6, 6-3    |
| Individual femenino - Cuarta ronda                                                                    | Carla Suárez Navarro [10]           | Daria Gavrilova                          | 0-6, 6-3, 6-2                   |
| Individual masculino - Cuarta ronda                                                                   | Roger Federer [3]                   | David Goffin [15]                        | 6-2, 6-1, 6-4                   |
| Partidos en la Margaret Court Arena                                                                   |                                     |                                          |                                 |
| Evento                                                                                                | Ganador                             | Perdedor                                 | Marcador                        |
| Dobles mixto - Primera ronda                                                                          | Martina Hingis Leander Paes         | Anastasiya Pavliuchenkova Dominic Inglot | 6-3, 7-5                        |
| Dobles masculino - Segunda ronda                                                                      | Marco Cecchinato Andreas Seppi      | Feliciano López Marc López [15]          | 1–6, 7–6(7–1), 7–5              |
| Dobles masculino - Tercera ronda                                                                      | Vasek Pospisil Jack Sock [9]        | Sam Groth Lleyton Hewitt [WC]            | 6–4, 6–2                        |
| Individual masculino - Cuarta ronda                                                                   | Tomáš Berdych [6]                   | Roberto Bautista Agut [24]               | 4–6, 6–4, 6–3, 1–6, 6–3         |
| Partidos en la Hisense Arena                                                                          |                                     |                                          |                                 |
| Evento                                                                                                | Ganador                             | Perdedor                                 | Resultado                       |
| Individual masculino - Cuarta ronda                                                                   | Kei Nishikori [7]                   | Jo-Wilfried Tsonga [9]                   | 6–4, 6–2, 6–4                   |
| Dobles masculino - Tercera ronda                                                                      | Pablo Cuevas Marcel Granollers [16] | Ivan Dodig Marcelo Melo [2]              | 7–6(7–3), 2–6, 6–3              |
| Dobles femenino - Tercera ronda                                                                       | Anastasia Rodionova Arina Rodionova | Dominika Cibulková Kirsten Flipkens      | 5-7, 6-2, 6-4                   |
| Individual femenino - Cuarta ronda                                                                    | Agnieszka Radwańska [4]             | Anna-Lena Friedsam                       | 6–7(6–8), 6–1, 7–5              |
| En azul se indican los partidos nocturnos                                                             |                                     |                                          |                                 |
| Los partidos comienzan a las 11:00 a. m.. Los partidos nocturnos comienzan después de las 7:00 p. m.. |                                     |                                          |                                 |

### Día 8 (25 de enero)
- Cabezas de serie eliminados:
  - Individual masculino:  Stan Wawrinka [4],   John Isner [10],  Bernard Tomic [16]
  - Individual femenino:  Madison Keys [15],  Yekaterina Makárova [21]
  - Dobles masculino:   Bob Bryan /  Mike Bryan [3],   Dominic Inglot /  Robert Lindstedt [11],  Juan Sebastián Cabal /  Robert Farah [12]
  - Dobles femenino:  Caroline Garcia /  Kristina Mladenovic [3],  Anastasiya Pavliuchenkova /  Yelena Vesniná [5]
  - Dobles mixto:
- Orden de juego

| Partidos en canchas principales                                                                       | Partidos en canchas principales          | Partidos en canchas principales             | Partidos en canchas principales |
| Partidos en la Rod Laver Arena                                                                        | Partidos en la Rod Laver Arena           | Partidos en la Rod Laver Arena              | Partidos en la Rod Laver Arena  |
| Evento                                                                                                | Ganador                                  | Perdedor                                    | Marcador                        |
| --- | ---------------------------------------- | ------------------------------------------- | ------------------------------- |
| Individual femenino - Cuarta ronda                                                                    | Angelique Kerber [7]                     | Annika Beck                                 | 6–4, 6–0                        |
| Individual femenino - Cuarta ronda                                                                    | Victoria Azarenka [14]                   | Barbora Strýcová                            | 6–2, 6–4                        |
| Individual masculino - Cuarta ronda                                                                   | Milos Raonic [13]                        | Stan Wawrinka [4]                           | 6-4, 6-3, 5-7, 4–6, 6–3         |
| Individual masculino - Cuarta ronda                                                                   | Andy Murray [2]                          | Bernard Tomic [16]                          | 6-4, 6-4, 7-6(7–4)              |
| Individual femenino - Cuarta ronda                                                                    | Zhang Shuai [Q]                          | Madison Keys [15]                           | 3–6, 6–3, 6–3                   |
| Partidos en la Margaret Court Arena                                                                   |                                          |                                             |                                 |
| Evento                                                                                                | Ganador                                  | Perdedor                                    | Marcador                        |
| Dobles femenino - Tercera ronda                                                                       | Julia Görges [13] Karolína Plíšková [13] | Caroline Garcia [3] Kristina Mladenovic [3] | 6–1, 7–6(7–5)                   |
| Individual masculino - Cuarta ronda                                                                   | Gaël Monfils [23]                        | Andréi Kuznetsov                            | 7-5, 3-6, 6-3, 7-6(7–4)         |
| Dobles femenino - Tercera ronda                                                                       | Martina Hingis [1] Sania Mirza [1]       | Svetlana Kuznetsova Roberta Vinci           | 6–1, 6–3                        |
| Individual femenino - Cuarta ronda                                                                    | Johanna Konta                            | Yekaterina Makárova [21]                    | 4–6, 6–4, 8–6                   |
| Partidos en la Hisense Arena                                                                          |                                          |                                             |                                 |
| Evento                                                                                                | Ganador                                  | Perdedor                                    | Resultado                       |
| Dobles femenino - Tercera ronda                                                                       | Xu Yifan [15] Zheng Saisai [15]          | Hsieh Su-wei Oksana Kalashnikova            | 6–2, 6–4                        |
| Dobles femenino - Tercera ronda                                                                       | Raven Klaasen [13] Rajeev Ram [13]       | Bob Bryan [3] Mike Bryan [3]                | 3–6, 6–3, 6–4                   |
| Dobles mixto - Segunda ronda                                                                          | Bethanie Mattek-Sands [2] Bob Bryan [2]  | Samantha Stosur John Peers                  | 6–4, 6–2                        |
| Individual masculino - Cuarta ronda                                                                   | David Ferrer [8]                         | John Isner [10]                             | 6-4, 6-4, 7-5                   |
| En azul se indican los partidos nocturnos                                                             |                                          |                                             |                                 |
| Los partidos comienzan a las 11:00 a. m.. Los partidos nocturnos comienzan después de las 7:00 p. m.. |                                          |                                             |                                 |

### Día 9 (26 de enero)
- Cabezas de serie eliminados:
  - Individual masculino:  Tomáš Berdych [6],  Kei Nishikori [7]
  - Individual femenino:  Carla Suárez Navarro [10]
  - Dobles masculino:  Jean-Julien Rojer /  Horia Tecău [1],  Vasek Pospisil /  Jack Sock [9],  Raven Klaasen /  Rajeev Ram [13],  Treat Huey /  Max Mirnyi [14]
  - Dobles femenino:  Chan Hao-ching /  Chan Yung-jan [2],  Anna-Lena Grönefeld /  Coco Vandeweghe [12]
  - Dobles mixto:
- Orden de juego

| Partidos en canchas principales                                                                       | Partidos en canchas principales     | Partidos en canchas principales          | Partidos en canchas principales |
| Partidos en la Rod Laver Arena                                                                        | Partidos en la Rod Laver Arena      | Partidos en la Rod Laver Arena           | Partidos en la Rod Laver Arena  |
| Evento                                                                                                | Ganador                             | Perdedor                                 | Marcador                        |
| --- | ----------------------------------- | ---------------------------------------- | ------------------------------- |
| Individual femenino - Cuartos de final                                                                | Agnieszka Radwańska [4]             | Carla Suárez Navarro [10]                | 6-1, 6-3                        |
| Individual femenino - Cuartos de final                                                                | Serena Williams [1]                 | María Sharápova [5]                      | 6-4, 6-1                        |
| Individual masculino - Cuartos de final                                                               | Roger Federer [3]                   | Tomáš Berdych [6]                        | 7-6(4), 6-2, 6-4                |
| Individual masculino - Cuartos de final                                                               | Novak Djokovic [1]                  | Kei Nishikori [7]                        | 6-3, 6-3, 6-4                   |
| Dobles femenino - Cuartos de final                                                                    | Xu Yifan Zheng Saisai [15]          | Anastasia Rodionova Arina Rodionova      | 6-2, 5-7, 6-4                   |
| Partidos en la Margaret Court Arena                                                                   |                                     |                                          |                                 |
| Evento                                                                                                | Ganador                             | Perdedor                                 | Marcador                        |
| Dobles masculino - Cuartos de final                                                                   | Pablo Cuevas Marcel Granollers [16] | Vasek Pospisil Jack Sock [9]             | 5-7, 6-1, 6-2                   |
| Dobles femenino - Cuartos de final                                                                    | Martina Hingis Sania Mirza [1]      | Anna-Lena Grönefeld Coco Vandeweghe [12] | 6-2, 4-6, 6-1                   |
| Dobles masculino - Cuartos de final                                                                   | Daniel Nestor Radek Štěpánek        | Treat Huey Max Mirnyi [14]               | 6-4, 6-4                        |
| Dobles mixto - Segunda ronda                                                                          | Martina Hingis Leander Paes         | Sloane Stephens Jean-Julien Rojer        | 6-1, 6-2                        |
| En azul se indican los partidos nocturnos                                                             |                                     |                                          |                                 |
| Los partidos comienzan a las 11:00 a. m.. Los partidos nocturnos comienzan después de las 7:00 p. m.. |                                     |                                          |                                 |

### Día 10 (27 de enero)
- Cabezas de serie eliminados:
  - Individual masculino:  David Ferrer [8],  Gaël Monfils [23]
  - Individual femenino:  Victoria Azarenka [14]
  - Dobles masculino:
  - Dobles femenino:  Julia Görges /  Karolína Plíšková [13],  Xu Yifan /  Zheng Saisai [15]
  - Dobles mixto:  Bethanie Mattek-Sands /  Bob Bryan [2],  Chan Yung-jan /  Rohan Bopanna [3],  Katarina Srebotnik /  Jamie Murray [4]
- Orden de juego

| Partidos en canchas principales                                                                       | Partidos en canchas principales | Partidos en canchas principales     | Partidos en canchas principales |
| Partidos en la Rod Laver Arena                                                                        | Partidos en la Rod Laver Arena  | Partidos en la Rod Laver Arena      | Partidos en la Rod Laver Arena  |
| Evento                                                                                                | Ganador                         | Perdedor                            | Marcador                        |
| --- | ------------------------------- | ----------------------------------- | ------------------------------- |
| Individual femenino - Cuartos de final                                                                | Angelique Kerber [7]            | Victoria Azarenka [14]              | 6-3, 7-5                        |
| Individual femenino - Cuartos de final                                                                | Johanna Konta                   | Zhang Shuai [Q]                     | 6-4, 6-1                        |
| Individual masculino - Cuartos de final                                                               | Andy Murray [2]                 | David Ferrer [8]                    | 6-3, 6-7(5), 6-2, 6-3           |
| Individual masculino - Cuartos de final                                                               | Milos Raonic [13]               | Gaël Monfils [23]                   | 6-3, 3-6, 6-3, 6-4              |
| Dobles femenino - Semifinales                                                                         | Martina Hingis Sania Mirza [1]  | Julia Görges Karolína Plíšková [13] | 6-1, 6-0                        |
| En azul se indican los partidos nocturnos                                                             |                                 |                                     |                                 |
| Los partidos comienzan a las 11:00 a. m.. Los partidos nocturnos comienzan después de las 7:00 p. m.. |                                 |                                     |                                 |

### Día 11 (28 de enero)
- Cabezas de serie eliminados:
  - Individual masculino:  Roger Federer [3]
  - Individual femenino:  Agnieszka Radwańska [4]
  - Dobles masculino:
- Orden de juego

| Partidos en las pistas principales                                                                    | Partidos en las pistas principales | Partidos en las pistas principales | Partidos en las pistas principales |
| Partidos en Rod Laver Arena                                                                           | Partidos en Rod Laver Arena        | Partidos en Rod Laver Arena        | Partidos en Rod Laver Arena        |
| Evento                                                                                                | Ganador                            | Perdedor                           | Resultado                          |
| --- | ---------------------------------- | ---------------------------------- | ---------------------------------- |
| Dobles masculino - Semifinales                                                                        | Jamie Murray Bruno Soares [7]      | Adrian Mannarino Lucas Pouille     | 6-3, 6-1                           |
| Individual femenino - Semifinales                                                                     | Serena Williams [1]                | Agnieszka Radwańska [4]            | 6-0, 6-4                           |
| Individual femenino - Semifinales                                                                     | Angelique Kerber [7]               | Johanna Konta                      | 7-5, 6-2                           |
| Individual masculino - Semifinales                                                                    | Novak Djokovic [1]                 | Roger Federer [3]                  | 6-1, 6-2, 3-6, 6-3                 |
| En azul se indican los partidos nocturnos                                                             |                                    |                                    |                                    |
| Los partidos comienzan a las 11:00 a. m.. Los partidos nocturnos comienzan después de las 7:00 p. m.. |                                    |                                    |                                    |

### Día 12 (29 de enero)
- Cabezas de serie eliminados:
  - Individual masculino:  Milos Raonic [13]
  - Dobles femenino:  Andrea Hlaváčková /  Lucie Hradecká [7]
  - Dobles mixto:  Sania Mirza /  Ivan Dodig [1]
- Orden de juego

| Partidos en las pistas principales                                                                    | Partidos en las pistas principales | Partidos en las pistas principales   | Partidos en las pistas principales |
| Partidos en Rod Laver Arena                                                                           | Partidos en Rod Laver Arena        | Partidos en Rod Laver Arena          | Partidos en Rod Laver Arena        |
| Evento                                                                                                | Ganador                            | Perdedor                             | Resultado                          |
| --- | ---------------------------------- | ------------------------------------ | ---------------------------------- |
| Dobles mixto - Semifinales                                                                            | Coco Vandeweghe Horia Tecău        | Andreja Klepač Treat Huey            | 6-4, 6-4                           |
| Dobles femenino - Final                                                                               | Martina Hingis Sania Mirza [1]     | Andrea Hlaváčková Lucie Hradecká [7] | 7-6(1), 6-3                        |
| Individual masculino - Semifinales                                                                    | Andy Murray [2]                    | Milos Raonic [13]                    | 4-6, 7-5, 6-7(4), 6-4, 6-2         |
| Partidos en Hisense Arena                                                                             |                                    |                                      |                                    |
| Evento                                                                                                | Ganador                            | Perdedor                             | Resultado                          |
| Dobles mixto - Semifinales                                                                            | Yelena Vesniná Bruno Soares [5]    | Sania Mirza Ivan Dodig [1]           | 7-5, 7-6(4)                        |
| En azul se indican los partidos nocturnos                                                             |                                    |                                      |                                    |
| Los partidos comienzan a las 03:00 p. m.. Los partidos nocturnos comienzan después de las 7:30 p. m.. |                                    |                                      |                                    |

### Día 13 (30 de enero)
- Cabezas de serie eliminados:
  - Individual femenino:  Serena Williams [1]
  - Dobles masculino:
- Orden de juego

| Partidos en las pistas principales                                                                    | Partidos en las pistas principales | Partidos en las pistas principales | Partidos en las pistas principales |
| Partidos en Rod Laver Arena                                                                           | Partidos en Rod Laver Arena        | Partidos en Rod Laver Arena        | Partidos en Rod Laver Arena        |
| Evento                                                                                                | Ganador                            | Perdedor                           | Resultado                          |
| --- | ---------------------------------- | ---------------------------------- | ---------------------------------- |
| Individual júnior femenino - Final                                                                    | Vera Lapko                         | Tereza Mihalíková                  | 6-3, 6-4                           |
| Individual júnior masculino - Final                                                                   | Oliver Anderson                    | Jurabek Karimov                    | 6–2, 1–6, 6–1                      |
| Individual femenino - Final                                                                           | Angelique Kerber [7]               | Serena Williams [1]                | 6–4, 3–6, 6–4                      |
| Dobles masculino - Final                                                                              | Jamie Murray Bruno Soares [7]      | Daniel Nestor Radek Štepánek       | 2-6, 6-4, 7-5                      |
| En azul se indican los partidos nocturnos                                                             |                                    |                                    |                                    |
| Los partidos comienzan a las 01:00 p. m.. Los partidos nocturnos comienzan después de las 7:30 p. m.. |                                    |                                    |                                    |

### Día 14 (31 de enero)
- Cabezas de serie eliminados:
  - Individual masculino:  Andy Murray [2]
  - Dobles mixto:
- Orden de juego

| Partidos en las pistas principales                                                                    | Partidos en las pistas principales | Partidos en las pistas principales | Partidos en las pistas principales |
| Partidos en Rod Laver Arena                                                                           | Partidos en Rod Laver Arena        | Partidos en Rod Laver Arena        | Partidos en Rod Laver Arena        |
| Evento                                                                                                | Ganador                            | Perdedor                           | Resultado                          |
| --- | ---------------------------------- | ---------------------------------- | ---------------------------------- |
| Dobles mixto - Final                                                                                  | Yelena Vesniná Bruno Soares [5]    | Coco Vandeweghe Horia Tecău        | 6–4, 4–6, [10–5]                   |
| Individual masculino - Final                                                                          | Novak Djokovic [1]                 | Andy Murray [2]                    | 6–1, 7–5, 7–6(7–3)                 |
| En azul se indican los partidos nocturnos                                                             |                                    |                                    |                                    |
| Los partidos comienzan a las 04:00 p. m.. Los partidos nocturnos comienzan después de las 7:30 p. m.. |                                    |                                    |                                    |

## Cabezas de serie
Los siguientes son los cabezas de serie y los jugadores notables que se retiraron del evento. La siembra se organizan de acuerdo con la ATP y la WTA ranking el 11 de enero de 2016, mientras que la clasificación y los puntos antes son las de 18 de enero de 2016.

### Individual masculino
| Cabeza de serie | Ranking | Jugador                | Puntos | Puntos por defender | Puntos ganados | Nuevos puntos | Ronda hasta la que avanzó en el torneo                |
| --------------- | ------- | ---------------------- | ------ | ------------------- | -------------- | ------------- | ----------------------------------------------------- |
| 1               | 1       | Novak Djokovic         | 16 790 | 2000                | 2000           | 16 790        | Final, venció a Andy Murray                           |
| 2               | 2       | Andy Murray            | 8945   | 1200                | 1200           | 8945          | Final, perdió ante Novak Djokovic                     |
| 3               | 3       | Roger Federer          | 8165   | 90                  | 720            | 8795          | Semifinales, perdió ante Novak Djokovic [1]           |
| 4               | 4       | Stan Wawrinka          | 6865   | 720                 | 180            | 6325          | Cuarta ronda, perdió ante Milos Raonic [13]           |
| 5               | 5       | Rafael Nadal           | 5230   | 360                 | 10             | 4880          | Primera ronda, perdió ante Fernando Verdasco          |
| 6               | 6       | Tomáš Berdych          | 4560   | 720                 | 360            | 4200          | Cuartos de final, perdió ante Roger Federer [3]       |
| 7               | 7       | Kei Nishikori          | 4235   | 360                 | 360            | 4235          | Cuartos de final, perdió ante Novak Djokovic [1]      |
| 8               | 8       | David Ferrer           | 4145   | 180                 | 360            | 4325          | Cuartos de final, perdió ante Andy Murray [2]         |
| 9               | 10      | Jo-Wilfried Tsonga     | 2725   | 0                   | 180            | 2905          | Cuarta ronda, perdió ante Kei Nishikori [7]           |
| 10              | 11      | John Isner             | 2495   | 90                  | 180            | 2585          | Cuarta ronda, perdió ante David Ferrer [8]            |
| 11              | 12      | Kevin Anderson         | 2475   | 180                 | 10             | 2305          | Primera ronda, retiro ante Rajeev Ram                 |
| 12              | 13      | Marin Čilić            | 2405   | 0                   | 90             | 2495          | Tercera ronda, perdió ante Roberto Bautista Agut [24] |
| 13              | 14      | Milos Raonic           | 2270   | 360                 | 720            | 2630          | Semifinales, perdió ante Andy Murray [2]              |
| 14              | 15      | Gilles Simon           | 2145   | 90                  | 180            | 2235          | Cuarta ronda, perdió ante Novak Djokovic [1]          |
| 15              | 16      | David Goffin           | 1835   | 45                  | 180            | 1970          | Cuarta ronda, perdió ante Roger Federer [3]           |
| 16              | 17      | Bernard Tomic          | 1720   | 180                 | 180            | 1720          | Cuarta ronda, perdió ante Andy Murray [2]             |
| 17              | 18      | Benoît Paire           | 1703   | (27)                | 10             | 1686          | Primera ronda, perdió ante Noah Rubin [WC]            |
| 18              | 19      | Feliciano López        | 1690   | 180                 | 90             | 1600          | Tercera ronda, perdió ante John Isner [10]            |
| 19              | 20      | Dominic Thiem          | 1645   | 10                  | 90             | 1725          | Tercera ronda, perdió ante David Goffin [15]          |
| 20              | 21      | Fabio Fognini          | 1515   | 10                  | 10             | 1515          | Primera ronda, perdió ante Gilles Müller              |
| 21              | 22      | Viktor Troicki         | 1475   | 90                  | 90             | 1475          | Tercera ronda, perdió ante Milos Raonic [13]          |
| 22              | 23      | Ivo Karlović           | 1485   | 45                  | 10             | 1450          | Primera ronda, retiro ante Federico Delbonis          |
| 23              | 24      | Gaël Monfils           | 1485   | 45                  | 360            | 1800          | Cuartos de final, perdió ante Milos Raonic [13]       |
| 24              | 25      | Roberto Bautista Agut  | 1640   | 45                  | 180            | 1775          | Cuarta ronda, perdió ante Tomáš Berdych [6]           |
| 25              | 26      | Jack Sock              | 1525   | 0                   | 45             | 1570          | Segunda ronda, perdió ante Lukáš Rosol                |
| 26              | 27      | Guillermo García-López | 1430   | 180                 | 90             | 1340          | Tercera ronda, perdió ante Kei Nishikori [7]          |
| 27              | 28      | Grigor Dimitrov        | 1420   | 180                 | 90             | 1330          | Tercera ronda, perdió ante Roger Federer [3]          |
| 28              | 29      | Andreas Seppi          | 1290   | 180                 | 90             | 1200          | Tercera ronda, perdió ante Novak Djokovic [1]         |
| 29              | 30      | Nick Kyrgios           | 1260   | 360                 | 90             | 990           | Tercera ronda, perdió ante Tomáš Berdych [6]          |
| 30              | 31      | Jérémy Chardy          | 1255   | 45                  | 45             | 1255          | Segunda ronda, perdió ante Andréi Kuznetsov           |
| 31              | 32      | Steve Johnson          | 1240   | 90                  | 90             | 1240          | Tercera ronda, perdió ante David Ferrer [8]           |
| 32              | 33      | João Sousa             | 1191   | 90                  | 90             | 1191          | Tercera ronda, perdió ante Andy Murray [2]            |

#### Bajas masculinas notables
| Ranking | Jugador         | Puntos | Puntos por defender | Puntos ganados | Puntos nuevos | Motivo            |
| ------- | --------------- | ------ | ------------------- | -------------- | ------------- | ----------------- |
| 9       | Richard Gasquet | 2850   | 90                  | 0              | 2760          | Lesión de espalda |

### Individual femenino
| Sembrada | Ranking | Jugadora                  | Puntos | Puntos por defender | Puntos ganados | Puntos nuevos | Ronda hasta la que avanzó en el torneo                |
| -------- | ------- | ------------------------- | ------ | ------------------- | -------------- | ------------- | ----------------------------------------------------- |
| 1        | 1       | Serena Williams           | 9945   | 2000                | 1300           | 9245          | Final, perdió ante Angelique Kerber [7]               |
| 2        | 2       | Simona Halep              | 5965   | 430                 | 10             | 5545          | Primera ronda, perdió ante Zhang Shuai [Q]            |
| 3        | 3       | Garbiñe Muguruza          | 5101   | 240                 | 130            | 4991          | Tercera ronda, perdió ante Barbora Strýcová           |
| 4        | 4       | Agnieszka Radwańska       | 4670   | 240                 | 780            | 5210          | Semifinales, perdió ante Serena Williams [1]          |
| 5        | 5       | María Sharápova           | 4542   | 1300                | 430            | 3672          | Cuartos de final, perdió ante Serena Williams [1]     |
| 6        | 7       | Petra Kvitová             | 3642   | 130                 | 70             | 3585          | Segunda ronda, perdió ante Daria Gavrilova            |
| 7        | 6       | Angelique Kerber          | 3710   | 10                  | 2000           | 5700          | Final, venció a Serena Williams [1]                   |
| 8        | 10      | Venus Williams            | 3511   | 430                 | 10             | 3091          | Primera ronda, perdió ante Johanna Konta              |
| 9        | 11      | Karolína Plíšková         | 3090   | 130                 | 130            | 3090          | Tercera ronda, perdió ante Yekaterina Makárova [21]   |
| 10       | 12      | Carla Suárez Navarro      | 3175   | 10                  | 430            | 3595          | Cuartos de final, perdió ante Agnieszka Radwańska [4] |
| 11       | 13      | Timea Bacsinszky          | 2954   | 130                 | 70             | 2894          | Segunda ronda, perdió ante Annika Beck                |
| 12       | 14      | Belinda Bencic            | 3030   | 10                  | 240            | 3260          | Cuarta ronda, perdió ante María Sharápova [5]         |
| 13       | 15      | Roberta Vinci             | 2825   | 70                  | 130            | 2,885         | Tercera ronda, perdió ante Anna-Lena Friedsam         |
| 14       | 16      | Victoria Azarenka         | 2745   | 240                 | 430            | 2935          | Cuartos de final, perdió ante Angelique Kerber [7]    |
| 15       | 17      | Madison Keys              | 2600   | 780                 | 240            | 2060          | Cuartos ronda, perdió ante Zhang Shuai [Q]            |
| 16       | 18      | Caroline Wozniacki        | 2571   | 70                  | 10             | 2511          | Primera ronda, perdió ante Yulia Putintseva           |
| 17       | 19      | Sara Errani               | 2525   | 130                 | 10             | 2405          | Primera ronda, perdió ante Margarita Gasparián        |
| 18       | 21      | Elina Svitolina           | 2465   | 130                 | 70             | 2335          | Segunda ronda, perdió ante Naomi Osaka [Q]            |
| 19       | 21      | Jelena Janković           | 2445   | 10                  | 70             | 2505          | Segunda ronda, perdió ante Laura Siegemund            |
| 20       | 22      | Ana Ivanovic              | 2341   | 10                  | 130            | 2461          | Tercera ronda, perdió ante Madison Keys [15]          |
| 21       | 23      | Yekaterina Makárova       | 2300   | 780                 | 240            | 1760          | Cuarta ronda, perdió ante Johanna Konta               |
| 22       | 24      | Andrea Petkovic           | 2230   | 10                  | 10             | 2230          | Primera ronda, perdió ante Yelizaveta Kulichkova      |
| 23       | 25      | Svetlana Kuznetsova       | 2475   | 10                  | 70             | 2535          | Segunda ronda, perdió ante Kateryna Bondarenko        |
| 24       | 26      | Sloane Stephens           | 1965   | 10                  | 10             | 1965          | Primera ronda, perdió ante Wang Qiang [Q]             |
| 25       | 27      | Samantha Stosur           | 1935   | 70                  | 10             | 1875          | Primera ronda, perdió ante Kristýna Plíšková [Q]      |
| 26       | 28      | Anastasiya Pavliuchenkova | 1880   | 10                  | 10             | 1880          | Primera ronda, perdió ante Lauren Davis               |
| 27       | 29      | Anna Karolína Schmiedlová | 1875   | 70                  | 10             | 1815          | Primera ronda, perdió ante Daria Kasatkina            |
| 28       | 30      | Kristina Mladenovic       | 1725   | 70                  | 130            | 1785          | Tercera ronda, perdió ante Daria Gavrilova            |
| 29       | 31      | Irina-Camelia Begu        | 1630   | 240                 | 10             | 1400          | Primera ronda, perdió ante Johanna Larsson            |
| 30       | 32      | Sabine Lisicki            | 1622   | 10                  | 70             | 1682          | Segunda ronda, perdió ante Denisa Allertová           |
| 31       | 33      | Lesia Tsurenko            | 1398   | 10                  | 10             | 1398          | Primera ronda, perdió ante Varvara Lepchenko          |
| 32       | 34      | Caroline Garcia           | 1420   | 130                 | 10             | 1300          | Primera ronda, perdió ante Barbora Strýcová           |

#### Bajas femeninas notables
| Ranking | Jugadora        | Puntos | Puntos por defender | Puntos ganados | Puntos nuevos | Motivo            |
| ------- | --------------- | ------ | ------------------- | -------------- | ------------- | ----------------- |
| 8       | Flavia Pennetta | 3621   | 10                  | 0              | 3611          | Retirada de tenis |
| 9       | Lucie Šafářová  | 3590   | 10                  | 0              | 3580          | Enfermedad        |

## Sembrados en dobles
| Pareja                | Pareja            | Rank1 | Cabeza de serie |
| --------------------- | ----------------- | ----- | --------------- |
| Jean-Julien Rojer     | Horia Tecău       | 5     | 1               |
| Ivan Dodig            | Marcelo Melo      | 7     | 2               |
| Bob Bryan             | Mike Bryan        | 9     | 3               |
| Rohan Bopanna         | Florin Mergea     | 20    | 4               |
| Simone Bolelli        | Fabio Fognini     | 23    | 5               |
| Pierre-Hugues Herbert | Nicolas Mahut     | 26    | 6               |
| Jamie Murray          | Bruno Soares      | 29    | 7               |
| Henri Kontinen        | John Peers        | 38    | 8               |
| Vasek Pospisil        | Jack Sock         | 40    | 9               |
| Łukasz Kubot          | Marcin Matkowski  | 45    | 10              |
| Dominic Inglot        | Robert Lindstedt  | 49    | 11              |
| Juan Sebastián Cabal  | Robert Farah      | 52    | 12              |
| Raven Klaasen         | Rajeev Ram        | 56    | 13              |
| Treat Huey            | Max Mirnyi        | 62    | 14              |
| Feliciano López       | Marc López        | 64    | 15              |
| Pablo Cuevas          | Marcel Granollers | 73    | 16              |

| Pareja                   | Pareja                 | Rank1 | Sembrada |
| ------------------------ | ---------------------- | ----- | -------- |
| Martina Hingis           | Sania Mirza            | 3     | 1        |
| Chan Hao-ching           | Chan Yung-jan          | 19    | 2        |
| Caroline Garcia          | Kristina Mladenovic    | 24    | 3        |
| Tímea Babos              | Katarina Srebotnik     | 26    | 4        |
| Anastasia Pavliuchénkova | Yelena Vesniná         | 35    | 5        |
| Raquel Atawo             | Abigail Spears         | 36    | 6        |
| Andrea Hlaváčková        | Lucie Hradecká         | 37    | 7        |
| Lara Arruabarrena        | Andreja Klepač         | 56    | 8        |
| Irina-Camelia Begu       | Monica Niculescu       | 60    | 9        |
| Anabel Medina Garrigues  | Arantxa Parra Santonja | 65    | 10       |
| Yaroslava Shvedova       | Samantha Stosur        | 66    | 11       |
| Anna-Lena Grönefeld      | Coco Vandeweghe        | 73    | 12       |
| Julia Görges             | Karolína Plíšková      | 75    | 13       |
| Kiki Bertens             | Johanna Larsson        | 75    | 14       |
| Xu Yifan                 | Zheng Saisai           | 80    | 15       |
| Gabriela Dabrowski       | Alicja Rosolska        | 88    | 16       |

### Dobles mixto
| Pareja                | Pareja           | Rank1 | Cabeza de serie |
| --------------------- | ---------------- | ----- | --------------- |
| Sania Mirza           | Ivan Dodig       | 7     | 1               |
| Bethanie Mattek-Sands | Bob Bryan        | 7     | 2               |
| Chan Yung-jan         | Rohan Bopanna    | 16    | 3               |
| Katarina Srebotnik    | Jamie Murray     | 23    | 4               |
| Yelena Vesniná        | Bruno Soares     | 30    | 5               |
| Lucie Hradecká        | Marcin Matkowski | 33    | 6               |
| Raquel Atawo          | Raven Klaasen    | 39    | 7               |
| Chan Hao-ching        | Max Mirnyi       | 41    | 8               |

- 1 Rankings del 18 de enero de 2016.

## Campeones defensores
| Modalidad                   | Campeón 2015                            | Campeón 2016                      |
| Individual masculino        | Novak Djokovic                          | Novak Djokovic                    |
| Individual femenino         | Serena Williams                         | Angelique Kerber                  |
| Dobles masculino            | Simone Bolelli Fabio Fognini            | Jamie Murray Bruno Soares         |
| Dobles femenino             | Bethanie Mattek-Sands Lucie Šafářová    | Martina Hingis Sania Mirza        |
| Dobles mixto                | Martina Hingis Leander Paes             | Yelena Vesniná Bruno Soares       |
| Individual junior masculino | Roman Safiulin                          | Oliver Anderson                   |
| Individual junior femenino  | Tereza Mihalíková                       | Vera Lapko                        |
| Dobles junior masculino     | Jake Delaney Marc Polmans               | Alex De Minaur Blake Ellis        |
| Dobles junior femenino      | Miriam Kolodziejová Markéta Vondroušová | Anna Kalinskaya Tereza Mihalíková |

## Invitados
| - James Duckworth - Matthew Ebden - Quentin Halys - Lleyton Hewitt - Omar Jasika - Yoshihito Nishioka - Noah Rubin - Jordan Thompson | - Kimberly Birrell - Samantha Crawford - Océane Dodin - Han Xinyun - Priscilla Hon - Maddison Inglis - Tammi Patterson - Storm Sanders |

| - Hsieh Cheng-peng / Yang Tsung-hua - Alex Bolt / Andrew Whittington - James Duckworth / John Millman - Sam Groth / Lleyton Hewitt - Omar Jasika / Nick Kyrgios - Austin Krajicek / Donald Young - Luke Saville / John-Patrick Smith | - Shuko Aoyama / Makoto Ninomiya - Jessica Moore / Storm Sanders - Alison Bai / Naiktha Bains - Kimberly Birrell / Priscilla Hon - Daniela Hantuchová / Jarmila Wolfe - Tammi Patterson / Olivia Rogowska - Ellen Perez / Belinda Woolcock |

### Dobles mixto
- Jessica Moore /  Bradley Mousley
- Kimberly Birrell /  John Millman
- Daria Gavrilova /  Luke Saville
- Maddison Inglis /  Benjamin Mitchell
- Anastasia Rodionova /  Chris Guccione
- Arina Rodionova /  Matt Reid
- Ajla Tomljanović /  Nick Kyrgios
- Zheng Saisai /  Chung Hyeon

## Clasificados
La competición clasificatoria tuvo lugar en el Melbourne Park del 13 al 15 de enero de 2016.
| 1. Daniel Evans 2. Jozef Kovalík 3. Tim Smyczek 4. Wu Di 5. Radek Štěpánek 6. Mirza Bašić 7. Ryan Harrison 8. Peter Gojowczyk 9. Taylor Fritz 10. Daniel Brands 11. Pierre-Hugues Herbert 12. Yūichi Sugita 13. Tatsuma Ito 14. Stéphane Robert 15. Marco Trungelliti 16. Renzo Olivo | 1. Wang Qiang 2. Nicole Gibbs 3. Wang Yafan 4. Naomi Osaka 5. Anastasija Sevastova 6. Zhang Shuai 7. Kristýna Plíšková 8. Viktorija Golubic 9. Luksika Kumkhum 10. Maryna Zanevska 11. Maria Sakkari 12. Tamira Paszek |

## Campeones

### Sénior

#### Individual masculino
Novak Djokovic venció a  Andy Murray por 6-1, 7-5, 7-6(3)

#### Individual femenino
Angelique Kerber venció a  Serena Williams por 6-4, 3-6, 6-4

#### Dobles masculino
Jamie Murray /  Bruno Soares vencieron a  Daniel Nestor /  Radek Štepánek por 2-6, 6-4, 7-5

#### Dobles femenino
Martina Hingis /  Sania Mirza vencieron a  Andrea Hlaváčková /  Lucie Hradecká por 7-6(1), 6-3

#### Dobles mixto
Yelena Vesniná /  Bruno Soares vencieron a  Coco Vandeweghe /  Horia Tecău por 6-4, 4-6, [10-5]

### Júnior

#### Individual masculino
Oliver Anderson venció a  Jurabek Karimov por 6-2, 1-6, 6-1

#### Individual femenino
Vera Lapko venció a  Tereza Mihalíková por 6-3, 6-4

#### Dobles masculino
Alex De Minaur /  Blake Ellis vencieron a  Lukáš Klein /  Patrik Rikl por 3-6, 7-5, [12-10]

#### Dobles femenino
Anna Kalinskaya /  Tereza Mihalíková vencieron a  Dayana Yastremska /  Anastasia Zarytska por 6-1, 6-1

### Silla de ruedas

#### Individual masculino
Gordon Reid venció a  Joachim Gérard por 7-6(7), 6-4

#### Individual femenino
Jiske Griffioen venció a  Aniek van Koot por 6-3, 7-5

#### Individual (Quad)
Dylan Alcott venció a  David Wagner por 6-2, 6-2

#### Dobles masculino
Stéphane Houdet /  Nicolas Peifer vencieron a  Gordon Reid /  Shingo Kunieda por 6-3, 3-6, 7-5

#### Dobles femenino
Marjolein Buis /  Yui Kamiji vencieron a  Jiske Griffioen /  Aniek van Koot por 6-2, 6-2

#### Dobles (Quad)
Lucas Sithole /  David Wagner vencieron a  Dylan Alcott /  Andrew Lapthorne por 6-1, 6-3